# Quercus aliena
Espèce
Quercus aliena est une espèce d'arbres du sous-genre Quercus et de la section Quercus. L'espèce est présente en Chine, en Corée, au Japon et en Thaïlande.